# Röcknitz
Röcknitz is een plaats in de Duitse gemeente Thallwitz, deelstaat Saksen, en telt 800 inwoners.